# Polygona lactea
Polygona lactea is een slakkensoort uit de familie van de Fasciolariidae. De wetenschappelijke naam van de soort is voor het eerst geldig gepubliceerd in 1991 door Matthews-Cascon, Matthews & Rocha.